# Yngve Björnståhl
Karl Yngve Björnståhl, född 19 maj 1888 i Uppsala, död 1 juni 1942 genom drunkning i sjön Åsunden, Västergötland, var en svensk kemist.
Yngve Björnståhl var son till tillförordnade seminarierektorn Johan Ferdinand Björnståhl. Efter studentexamen i Linköping 1908 blev Björnståhl student vid Uppsala universitet och blev 1913 filosofie magister, 1918 filosofie licentiat, 1924 docent i kemi och 1925 filosofie doktor där. Åren 1918–1925 tjänstgjorde Björnståhl som amanuens i kemi och ledde 1926–1932 övningar i fysikalisk kemi vid Uppsala universitet. Åren 1933–1936 var han assistent vid fysikalisk-kemiska institutionen där. I studiesyfte företog han flera utländska resor, bland annat till Tyskland, Norge, Frankrike, Storbritannien, USA och Nederländerna. Sin forskning ägnade han främst åt den fysikaliska kemin. Han studerade bland annat frågor rörande kolloiderna och utförde undersökningar av dubbelbrytningen hos hastigt strömmande vätskor och bidrog därigenom till kunskaper om jättemolekylernas storlek och form. Björnståhl var mycket intresserad av rationell laboratorieapparatur och laboratorieinredning. Han ledde planeringen och inredningen av fysikalisk-kemiska institutionen i Uppsala, nya kemiska institutionsbyggnaden i Lund och botaniska institutionens nya byggnad i Uppsala. För fysikalisk-kemiska institutionen i Uppsala redogjorde han i The new laboratory of physical cliemistry at Uppsala university. Yngve Björnståhl är begravd på Gamla griftegården i Linköping.